# Panduvasudeva
Panduvasudeva, (cingalais :පණ්ඩුවාසුදේව රජතුමා, prononciation: paṇḍuvāsudēva rajatumā), est un roi légendaire du Royaume d'Upatissa Nuwara (dans l'actuel Sri Lanka). Son règne dure vingt ans, de -504 à -474  avant J.C.  Il succède à Upatissa,  régent du royaume après la mort du  Prince Vijaya,  le premier souverain connu de l’île Lanka.

## Origine
Panduvasudeva  est le fils du roi de Sihapura, Sumitta, et de la reine Citta, fille du roi Madda.  Sumitta est le frère du  premier roi légendaire de l’île, le Prince Vijaya. Celui-ci, sentant sa fin proche, propose  à  son frère de lui succéder sur le trône.   Mais ce dernier décline l’offre, au bénéfice du plus jeune de ses trois fils, le prince  Panduvasudeva.

## Textes
Les  sources  écrites racontant son histoire sont peu  nombreuses.  L’une d’elles figure dans le Mahavamsa,  compilation effectuée au Ve siècle,  l’un des trois textes  des chroniques historiques  de l’ancienne Ceylan, qui se compose de trente-sept chapitres.
Il a été traduit plusieurs fois : du pāli en anglais (partiellement) par George Turnour  en 1837 ; du pāli en allemand par Wilhelm Geiger en 1912, lequel collabora également à l’édition anglaise de la Pali Text Society, réalisée conjointement avec Mabel Haynes Bode (en) en  1912.

### Histoire de Panduvasudeva
Le chapitre 8 du Mahavamsa est intitulé : "Le roi  Panduvasudeva" (ou "Consécration de Panduvasudeva")
En voici la traduction, à partir de celles de George Turnour et de  Wilhelm Geiger.
« Le grand roi Vijaya sentant sa fin prochaine se dit en lui-même : « Je suis vieux et n’ai aucun fils pour régner après moi. Le Royaume pourrait faire face à de grandes difficultés qui pourraient le réduire à néant après ma mort. Je vais demander à mon frère Sumitta de me succéder. » Il en parla à ses ministres, et adressa un courrier  à son frère pour l’informer de sa décision. Peu après, Vijaya rejoignit le monde céleste. Dans l’attente de l’arrivée du nouveau roi désigné, le régent Upatissa dirigea le royaume.
Mais Summita  estima qu’il était trop vieux pour succéder à  son frère. Il avait trois fils. Il les rassembla et leur dit:« Mes chers enfants, je suis à présent trop âgé pour bien diriger ce royaume éloigné. Je souhaite que ce soit l’un de vous qui parte pour l’île merveilleuse de Lanka, afin d’y régner le moment venu. »
Pansuvadeva demanda d’être celui-ci. Son père accepta. Les préparatifs du voyage commencèrent. Il fut décidé  que trente-deux fils de ministres accompagneraient le prince, déguisés en autant de moines mendiants.
Quand ils arrivèrent à l’embouchure du fleuve Mahakandara, la population les accueillit avec le respect qui leur était dû. Ils se dirigèrent vers la capitale, Upatassigama, qui était protégée par les devatas. 
Un des ministres de Upatissa, envoyé en émissaire pour accueillir le nouveau roi, avait consulté un devin, au sujet de son arrivée. Celui-ci avait prédit que " celui qui établira le royaume de bouddha arrivera le septième jour du mois". Or, c’est précisément le jour indiqué qu’arrivèrent les trente-trois membres du cortège. Les ministres s’assurèrent qu’il s’agissait effectivement du prince annoncé. Après vérification, ils reconnurent Panduvasudeva comme étant bien le nouveau roi de Lanka. Mais il ne put être solennellement consacré car il était célibataire.
Dans le même temps, en Inde, un des chefs du clan des Shakya, nommé   Amitodana, avait un fils nommé Pandu. Ce dernier, ayant été informé par un devin de la fin  prochaine du clan, décida d’aller s’installer de l’autre côté des rives du Gange, afin d'y fonder un nouveau royaume. Il avait sept fils et deux filles. La plus jeune s’appelait  Bhaddakaccana. Elle était si belle et resplendissant qu’on l’appelait " la femme en or". Très courtisée, sept rois souhaitant l’épouser  avaient fait de précieux cadeaux à son père. Mais celui-ci n’avait pas confiance en eux. Il croyait à la double prédiction des devins : celle de la fin annoncée du clan, et celle que sa fille, au terme d’un heureux voyage au loin, serait couronnée reine. 
C’est pourquoi, après avoir récusé ses sept prétendants, il affréta un navire sur le Gange pour organiser son départ. Elle partit peu après, accompagnée de trente-deux amies. Sur la rive son père criait: "Que celui qui en est capable prenne ma fille!". Mais personne n’y parvint, et le bateau s’éloigna.
Après deux jours de navigation, il accosta à  Gonakamaka. Vêtues en nonnes, les passagères y trouvèrent refuge. Elles apprirent que la capitale du pays était nommée Upatissagama et qu’elle était protégée par les dévatas.
Comme lors de l’arrivée de Panduvaduseva, le ministre émissaire attendait. L’arrivée des trente-trois femmes se déroula comme l’avait prédit un devin. Les ministres les accueillirent pieusement et les conduisirent auprès de Panduvasudeva, "celui dont chaque souhait est exaucé".
Ainsi put-il être sacré roi, après avoir épousé la noble Subhaddakaccana. Les trente-deux fils de ministres et les trente-deux amies  qui avaient accompagné le futur couple royal, se marièrent également. Les trente-trois couples furent heureux et le règne de Panduvasudeva  fut une période paisible.
Ici se termine le huitième chapitre du Mahavamsa, intitulé " Le roi Panduvasudeva", compilé pour la joie et l’émotion sereine des  êtres pieux.»